# Elof Bergbom
Elof Napoleon Bergbom, född 16 april 1893 i Piteå, Norrbottens län, död 29 april 1941 i Luleå, Norrbottens län, var en svensk dekorationsmålare.
Han var son till målarmästaren L.A. Bergbom och Maria Westerlund och från 1921 gift med Gertrud Wikström. Bergbom studerade konstmålning vid olika skolor i Tyskland 1922 och företog studieresor till Lofoten och Finland. Han medverkade i en utställning på Norrbottens museum i Luleå 1939 och var representerad där vid en utställning strax efter sin död 1941. Bergboms konst består förutom dekorationsmåleri av landskapsmålningar i olja eller akvarell.